# ФК Лиеж
Ройал Футбол Клуб де Лиеж (Royal Football Club de Liège), кратка форма Лиеж е белгийски футболен клуб от Лиеж.

## История
Клубът е основан през 1892 година като „Лиеж футболен клуб“ и става член на Футболната асоциация на Белгия като "футболен клуб Liegeois", когато тя е създадена през 1895 г. Клубът е първият белгийски шампион (1896) и все още е единственият клуб, който е играл всички сезони на национално ниво (106 сезона в 2008-09). През 1920 представката Ройал е добавен в името на клуба, защото вече е спечелил 3 титли (1896, 1898, 1899). През 1952 г. и 1953 г. RFC Лиеж печели още две титли, като по това време единственият отбор, който е в състояние да оспори доминацията на Андерлехт. През 1964 г. Лиеж достига полуфиналите в турнира за Купа на панаирните градове, губейки в 3 мача срещу победителя на турнира Реал Сарагоса. Между 1965 г. и 1985 г. следват лоши резултати и клубът оцелява с помощта на собствената си традиция: млади играчи идващи от школата на клуба и верни поддръжници.
В края на 1980-те години, на Лиеж играе в европейските турнири (по-специално срещу Бенфика, Ювентус, Хибърниън, Вердер и Атлетик Билбао) и също спечели купата на Белгия през 1990 г. След това, фалита беше неизбежен. Стадиона е продаден и унищожен, за да се изгради киносалон. Отборът се присъедини към RFC Tilleur-Saint-Nicolas, (отбор от предградието на Лиеж) през 1995 г., за да се превърне R. Tilleur FC де Лиеж.

## Успехи
- Белгийска Про Лига
  - Шампион (5): 1895/96, 1897/98, 1898/99, 1951/52, 1952/53
  - Вицешампион (3): 1896/97, 1958/59, 1960/61
- Купа на Белгия
  - Носител (1): 1989/90
  - Финалист (1): 1986/87
- Белгийска втора лига
  - Шампион (3): 1911/12, 1922/23, 1943/44